# Lijst van uitgestorven planten
Dit is een lijst van uitgestorven planten.
- Achyranthes mangarevica
- Acacia prismifolia
- Acacia volubilis
- Acalypha rubra
- Acianthus ledwardii
- Acmadenia baileyensis
- Acmadenia candida
- Adenia natalensis
- Amperea xiphoclada
- Amphibromus whitei
- Anacyclus alboranensis
- Angraecum carpophorum
- Anthurium leuconeurum
- Araucaria mirabilis
- Argentipallium spiceri
- Argyreia soutteri
- Argyrolobium splendens
- Argyroxiphium virescens
- Armeria arcuata
- Artemisia insipida
- Asclepias bicuspis
- Aspalathus variegata
- Astiria rosea
- Astragalus kentrophyta
- Badula ovalifolia
- Barleria natalensis
- Begonia cowellii
- Bertiera bistipulata
- Beyeria lepidopetala
- Blutaparon rigidum
- Bonania myrcifolia
- Botrychium subbifoliatum
- Brachystelma occidentale
- Bromus brachystachys
- Bulbophyllum pusillum
- Bulbostylis neglecta
- Byttneria ivorensis
- Caladenia atkinsonii
- Caladenia brachyscapa
- Caladenia pumila
- Calamites cisty
- Calamites suckowi
- Calanthe whiteana
- Caliphruria tenera
- Calochortus indecorus
- Calothamnus accedens
- Campanula oligosperma
- Caralluma arenicola
- Carex aboriginum
- Carex repanda
- Carmichaelia prona
- Cassytha pedicellosa
- Castilleja cruenta
- Centaurea psephelloides
- Centaurea tuntasia
- Cephalophyllum parvulum
- Ceropegia antennifera
- Chenopodium helenense
- Chlorospatha kressii
- Coffea lemblinii
- Coleanthera virgata
- Commidendrum burchellii
- Commidendrum rotundifolium
- Conophytum ricardianum
- Cordaïtes principalis
- Corypha taliera
- Cosmos atrosanguineus
- Crassula alcicornis
- Crassula subulata
- Crassula subulata hispida
- Crepidiastrum ameristophyllum
- Crepidiastrum grandicollum
- Crotalaria urbaniana
- Cupaniopsis crassivalvis
- Cyanea arborea
- Cyanea asplenifolia
- Cyanea giffardii
- Cyanea quercifolia
- Cycas szechuanensis
- Cyrtandra waiolani
- Cyrtandra pruinosa
- Danais corymbosa
- Danais sulcata
- Delissea fallax
- Delissea laciniata
- Delissea lanaiensis
- Delissea lauliiana
- Delissea parviflora
- Delissea sinuata
- Dendrophthora terminalis
- Deparia kaalaana
- Deyeuxia drummondii
- Deyeuxia lawrencei
- Dicliptera falcata
- Dicrastylis morrisonii
- Didymoglossum exiguum
- Diellia leucostegioides
- Dimocarpus leichhardtii
- Diosma fallax
- Dipcadi concanense
- Dipcadi reidii
- Diplazium laffanianum
- Diplocaulobium masonii
- Diplotaxis siettiana
- Diuris bracteata
- Dryopteris speluncae
- Eleocharis bermudiana
- Encephalartos woodii
- Eragrostis hosakai
- Eragrostis mauiensis
- Eremophila vernicosa
- Eriostemon falcatus
- Euphrasia arguta
- Festuca benthamiana
- Frankenia conferta
- Frankenia decurrens
- Frankenia parvula
- Glyceria drummondii
- Griffinia liboniana
- Gyrostemon reticulatus
- Habranthus caerulens
- Haloragis platycarpa
- Haplostachys bryanii
- Haplostachys linearifolia
- Haplostachys munroi
- Haplostachys truncata
- Hemigenia clotteniana
- Hemigenia exilis
- Hemigenia obtusa
- Hibiscadelphus bombycinus
- Hibiscadelphus crucibracteatus
- Hibiscadelphus wilderianus
- Hutchinsia tasmanica
- Hydatella leptogyne
- Hymenaea mexicana
- Hymenaea protera
- Hymenophyllum lobbii
- Hymenophyllum whitei
- Hypsela sessiliflora
- Ipheion tweedianum
- Kokia lanceolata
- Lemmaphyllum accedens
- Lepidodendron aculeatum
- Lepidodendron lycopodioides
- Lepidium drummondii
- Lepidium peregrinum
- Leptomeria dielsiana
- Leptomeria laxa
- Leucopogon cryptanthus
- Leucopogon marginatus
- Lipochaeta bryanii
- Lycium verruscosum
- Lycopodium volubile
- Mariopteris nervosa
- Mariscus rockii
- Mariscus kunthianus
- Marsdenia araujacea
- Marsdenia tubulosa
- Masdevallia menatoi
- Melicope nealae
- Melicope obovata
- Menkea draboides
- Mimulus whipplei
- Monardella pringlei
- Monogramma dareicarpa
- Musa fitzalanii
- Nemcia lehmannii
- Nesiota elliptica (St. Helena Olive Tree)
- Oberonia attenuata
- Olearia oliganthema
- Opercularia acolytantha
- Orbexilum stipulatum
- Orbexilum macrophyllum
- Orthocarpus pachystachyus
- Ozothamnus selaginoides
- Paspalum batianoffii
- Pelea obovata
- Persoonia prostrata
- Persoonia laxa
- Phacelia amabilis
- Phacelia cinerea
- Phlegmatospermum drummondii
- Phyllostegia hillebrandii
- Phyllostegia rockii
- Phyllostegia variabilis
- Pitcairnia undulata
- Plagiobothrys diffusus
- Petaluma Allocarya
- Platysace dissecta
- Potentilla multijuga
- Prasophyllum robustum
- Prostanthera albohirta
- Prostanthera marifolia
- Pseudanthus nematophorus
- Pterostylis valida
- Ptilotus fasciculatus
- Ptilotus pyramidatus
- Pultenaea maidenii
- Ranunculus hayekii
- Rhynia gwynne-vaughanii
- Rorippa coloradensis
- Saxifraga amphibia
- Scaevola macrophylla
- Schiedea stellarioides
- Senecio georgianus
- Sicyos hillebrandii
- Sigillaria boblayi
- Sigillaria brardii
- Sigillaria cumulata
- Sigillaria elegans
- Sigillaria elongata
- Sigillaria mammiliaris
- Sigillaria ovata
- Sigillaria principes
- Sigillaria rugosa
- Sigillaria scutellata
- Sigillaria schlotheimiana
- Sigillaria tesselata
- Silene cryptopetala
- Silene degeneri
- Solanum bauerianum
- Stenogyne cinerea
- Stenogyne viridis
- Streblorrhiza speciosa
- Streptochaeta angustifolia
- Sucrea sampaiana
- Tetramolopium conyzoides
- Tetramolopium tenerrimum
- Tetratheca elliptica
- Tetratheca fasciculata
- Thismea americana
- Thomasia gardneri
- Timesipteris lanceolata
- Trianthema cypseleoides
- Urostachys rubrus
- Vanvoostia bennettiana (Bennett's seaweed)
- Verbascum calycosum
- Vernonia africana
- Vicia dennesiana
- Viola cryana
- Watsonia distans
- Weinmannia spiraeoides
- Wendlandia angustifolia
- Wikstoemia villosa
- Wikstroemia skottsbergiana
- Xanthostemon sebertii
- Zamia monticola
- Zanthoxylum leonis
- Zeuktophyllum suppositum
- Zeuxine boninensis

## Herontdekt nadat gedacht werd dat de soort was uitgestorven
- Thuja sutchuenensis – herontdekt in 1999
- Cyanea profuga - herontdekt in 2002
- Crassula alcicornis - herontdekt in 2000